# 白市站 (日本)
白市站（日语：／ Shiraichi eki */?）是位於廣島縣東廣島市高屋町小谷，西日本旅客鐵道（JR西日本）山陽本線的車站。

## 概要
此站是山陽本線在廣島城市網絡中最東車站。日間大約一半班次在從站出發出前岩國站或廣島站。
此站是由西條站管理，並委托JR西日本子公司JR西日本廣島MAINTEC負責車站業務，為業務委託車站。車站可以使用ICOCA與其互相可以使用的IC卡。
此站位於高屋町小谷地區，與白市有一段距離，但是此站由該地區（白市）居民出資興建，因此名為「白市」站。

### 機場連接鐵道計劃
從前曾計劃建設機場連接鐵道，來往此站至廣島機場之間。並希望該鐵道能直通運行至JR西日本線內，但是最後沒有成事，廣島縣放棄了建設此鐵道。

### 廣島市區預辦登機服務計劃
在2013年1月18日，廣島縣透露計劃在白市站設置廣島機場的預辦登機服務計劃等設施。

## 歷史
- 1895年（明治28年）1月25日 - 山陽鐵道河內站至西條站之間新設此站。為旅客、貨運車站。
  - 當時車站位於廣島縣豐田郡小谷村。車站名稱是來自廣島縣賀茂郡東高屋村白市地區的居民出資興建而成。
- 1906年（明治39年）12月1日 - 山陽鐵道國有化（日语：鉄道国有法），成為官設鐵道車站。
- 1909年（明治42年）10月12日 - 制定路線名稱。成為山陽本線車站。
- 1955年（昭和30年）3月31日 - 小谷村編入至高屋村（日语：高屋町），同時實施町制，車站位於廣島縣賀茂郡高屋町（日语：高屋町）小谷。
- 1961年（昭和36年）9月1日 - 結束貨物起卸業務。
- 1974年（昭和49年）4月20日 - 隨著東廣島市成立，車站位於廣島縣東廣島市高屋町小谷。
- 1987年（昭和62年）4月1日 - 伴隨國鐵分割民營化，車站由西日本旅客鐵道（JR西日本）營運。
- 1998年（平成10年）
  - 3月 - 綠色窗口開始營業[2]。
  - 4月1日 - 由JR西日本廣島MAINTEC（日语：JR西日本廣島MAINTEC）負責車站業務，成為業務委託車站。
- （詳細日期不詳） - 車站中設置JR西日本廣島MAINTEC廣島東站事務所[注 1]。
- 2004年（平成16年） - 綠色窗口營業時間變更，設有櫃臺暫停服務時段。
- 2007年（平成19年）
  - 6月23日 - 引入可接受ICOCA的簡易型自動閘機（日语：自動改札機）。
  - 9月1日 - 此站可以使用ICOCA。
- 2016年（平成28年）1月14日 - 設有升降機的跨線橋開始使用[6]。
- 2018年（平成30年）
  - 7月6日 - 發生2018年7月西日本豪雨使車站暫停服務。
  - 8月21日 - 此站至八本松站之間暫時重開[7][8]。
  - 9月9日 - 此站至瀨野站之間重開[9]。
  - 9月30日 - 三原站至此站重開[10]。

## 車站構造

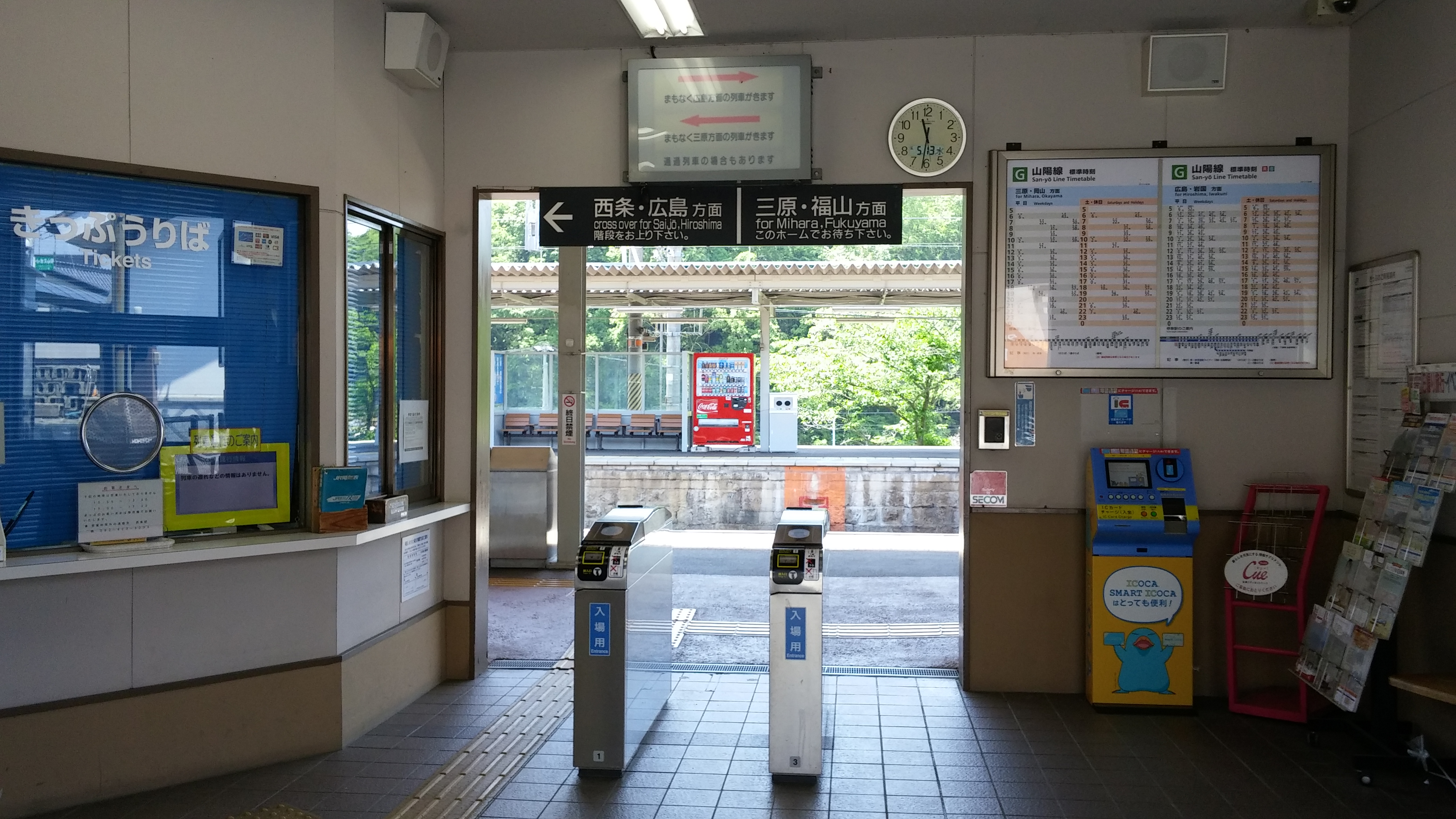
閘口（2015年5月13日）

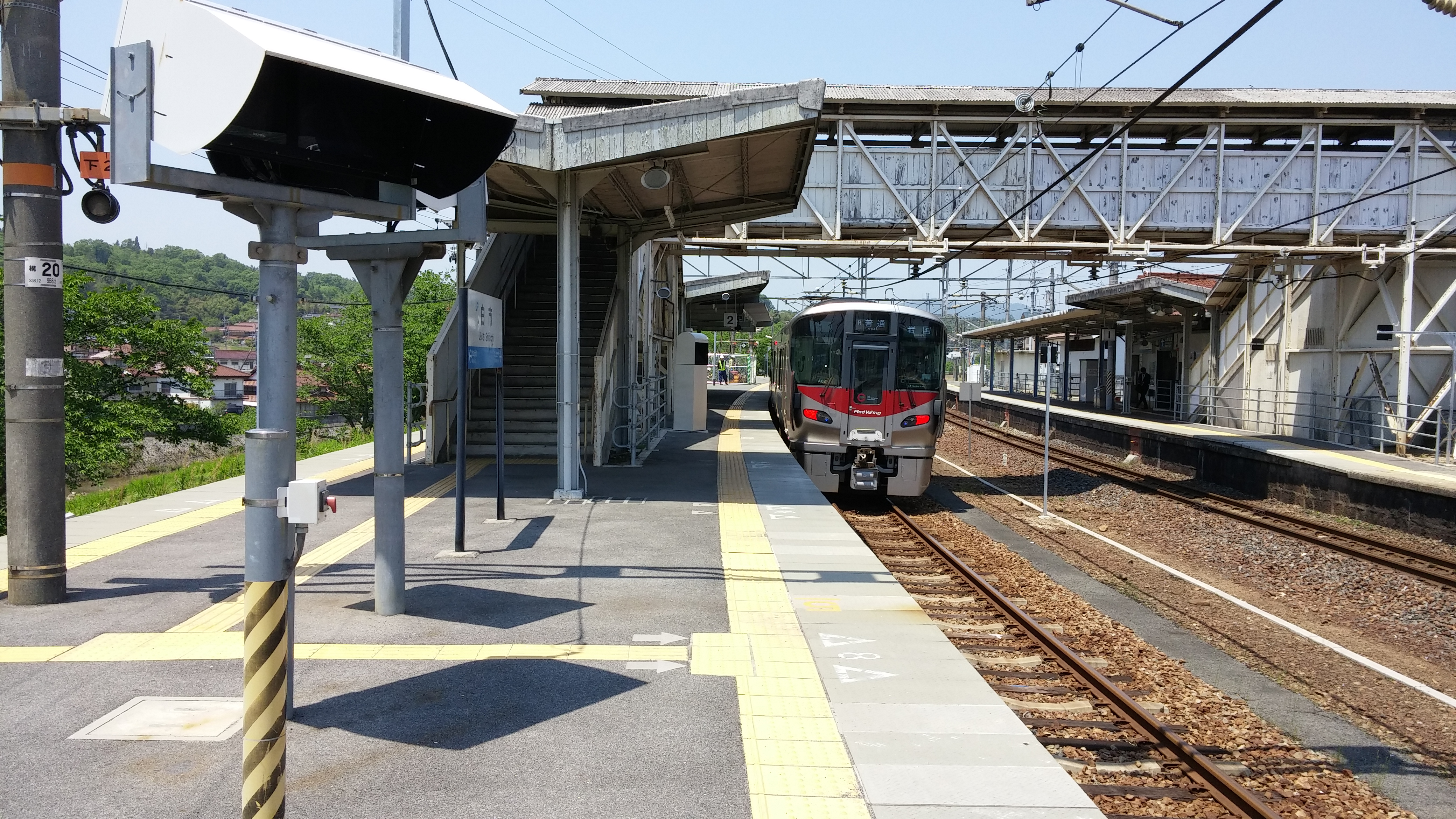
月台（2015年5月13日）

車站是一座地面車站，設有1面1線的單式月台與1面2線的島式月台，共合2面3線的混合式月台。車站大樓是一座平房建設物，位於單式月台（1號月台）側。2、3號月台為島式月台。兩月台在廣島一方設有跨線橋連接。

### 車站大堂
- 設有北邊1處閘口。
- 綠色窗口
- SMART ICOCA增值機

### 月台
| 月台 | 路線     | 上下行 | 方向           | 備註                       |
| ---- | -------- | ------ | -------------- | -------------------------- |
| 1    | 山陽本線 | 上行   | 三原、福山方向 | 福山方向的列車需在糸崎轉乘 |
| 2・3 | 山陽本線 | 下行   | 西條、廣島方向 |                            |

- 1號月台為上行本線，3號月台為下行本線。
- 2號月台為上下行共用待避線（中線），讓從此站出發往廣島方向的列車使用。但是，早上5時時段首班列車於3號月台出發。
- 此站設有列車夜間停泊。

## 使用狀況
以下為1日平均乘車人次
| 年度               | 1日平均 乘車人次 |
| ------------------ | ---------------- |
| 2002年（平成14年） | 2,003            |
| 2003年（平成15年） | 2,053            |
| 2004年（平成16年） | 2,060            |
| 2005年（平成17年） | 2,077            |
| 2006年（平成18年） | 2,056            |
| 2007年（平成19年） | 2,103            |
| 2008年（平成20年） | 2,078            |
| 2009年（平成21年） | 2,050            |
| 2010年（平成22年） | 1,952            |
| 2011年（平成23年） | 1,937            |
| 2012年（平成24年） | 1,923            |
| 2013年（平成25年） | 1,983            |
| 2014年（平成26年） | 1,887            |
| 2015年（平成27年） | 1,896            |
| 2016年（平成28年） | 1,839            |
| 2017年（平成29年） | 1,815            |

## 車站周邊
- 小谷郵局
- 東廣島市立小谷小學（日语：東広島市立小谷小学校）
- 藥品Segami（日语：ココカラファインヘルスケア）白市站前店
- Shoji白市店（超級市場）
- 山陽自動車道 小谷服務區（上下行線均設有Wellcome Gate（日语：ウェルカムゲート））

## 巴士路線
- 藝陽巴士（日语：芸陽バス）

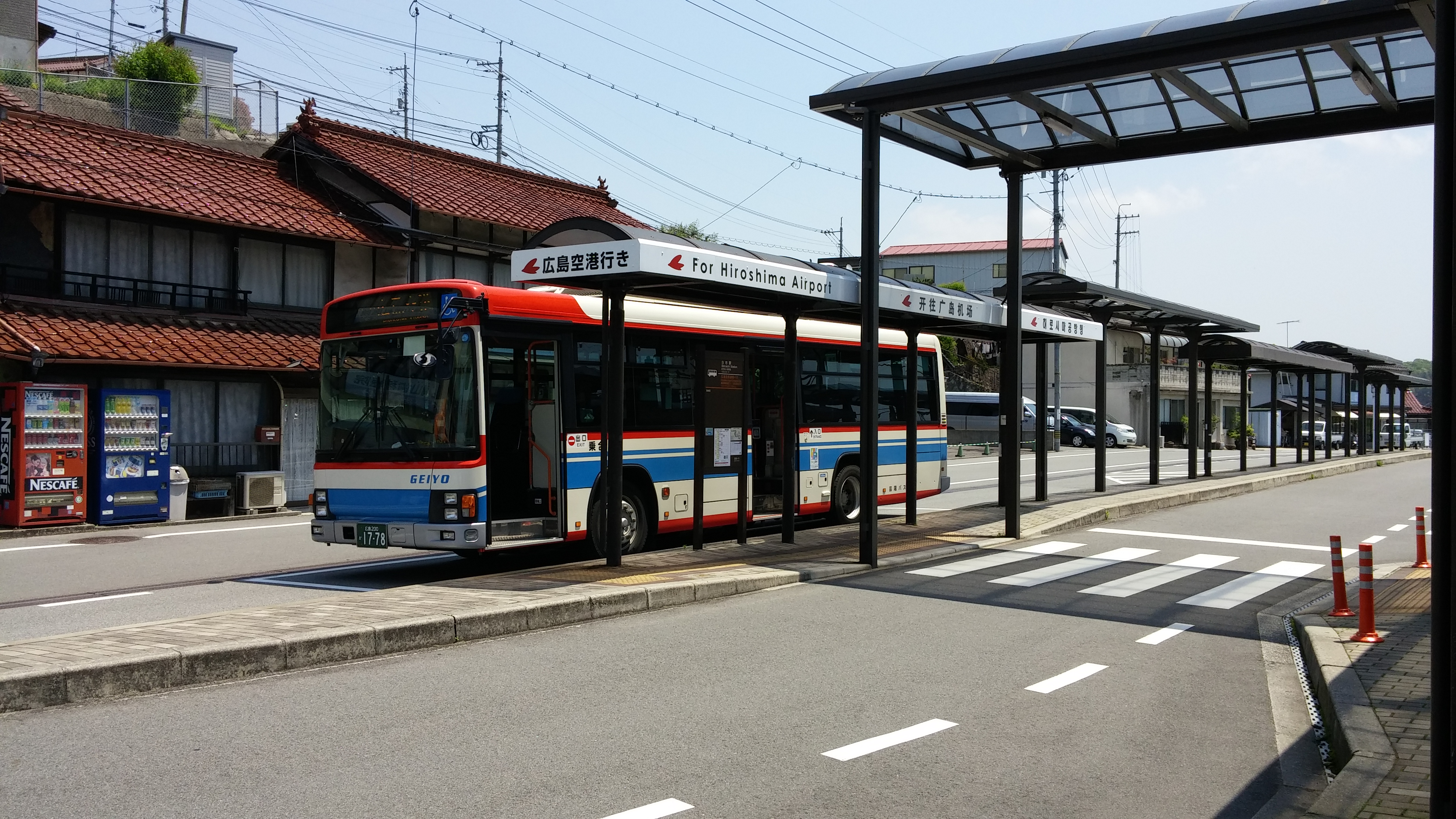
廣島機場接駁巴士（2015年5月13日）

  - 前往廣島機場的接駁巴。曾經設有以下轉乘鐵路套票，回數票（車費為鐵路與巴士合計）[12]。
    - 繼乘車票：三原站至岩國站之間
    - 繼乘回數票：西高屋站至岩國站之間

  - 前往新城團地
  - 前往西高屋站、西條站

## 相鄰車站
西日本旅客鐵道
 山陽本線
入野－白市－西高屋

## 注腳

## 外部連結
- 白市｜車站資訊：JR出門網 - 西日本旅客鐵道